# Milhaud, Gard
Milhaud är en kommun i departementet Gard i regionen Occitanien i södra Frankrike. Kommunen ligger i kantonen La Vistrenque som tillhör arrondissementet Nîmes. År 2022 hade Milhaud 6 142 invånare.

## Befolkningsutveckling
Antalet invånare i kommunen Milhaud
Referens:INSEE